# Adam Burt
Pour les articles homonymes, voir Burt.
Adam Burt (né le 15 janvier 1969 à Détroit, dans l'État du Michigan aux États-Unis) est un joueur professionnel retraité de hockey sur glace ayant évolué à la position de défenseur.

## Carrière
Repêché au deuxième tour par les Whalers de Hartford lors du repêchage d'entrée de 1987 de la Ligue nationale de hockey alors qu'il évolue pour les Centennials de North Bay de la Ligue de hockey de l'Ontario. Il retourne avec ses derniers pour la saison suivante, faisant ses premiers pas au cours de cette même année au niveau professionnel lors des séries éliminatoires de la Ligue américaine de hockey où il s'aligne pour deux rencontres avec le club-école des Whalers, les Whalers de Binghamton.
Il fait ses débuts en LNH dès 1988 alors qu'il dispute cinq parties avec les Whalers puis décroche la saison suivante un poste permanent dans la grande ligue. Il passe un total de dix saisons dans l'organisation des Whalers, suivant ceux-ci lorsqu'ils sont relocalisés vers Raleigh et renommés les Hurricanes de la Caroline.
Sont aventure avec les Canes se termine à la date limite des transactions lors de la saison 1998-1999 alors que les Flyers de Philadelphie font sont acquisition en retour d'Andreï Kovalenko. Devenu agent libre à l'été 2000, il s'entend pour deux saisons avec les Thrashers d'Atlanta. Il ne joue cependant que 27 rencontres avec eux avant de subir une blessure au cou qui mettra un terme à sa saison, une opération est alors nécessaire et ceci l'empêche de chausser les patins pour sa dernière année de contrat. Il annonce finalement son retrait de la compétition le 30 août 2002 après quatorze saisons dans la LNH.
Au niveau international, il représente les États-Unis lors des championnats du monde junior de 1987 et de 1989, puis lors des championnats du monde de 1993 et de 1998.
S'identifiant comme un born again, il travaille maintenant en tant que membre de pastorale au Morning Star New York situé dans le quartier de Manhattan à New York.

## Statistiques
| Saison     | Équipe                    | Ligue      |     | Saison régulière | Saison régulière | Saison régulière | Saison régulière | Saison régulière |   | Séries éliminatoires | Séries éliminatoires | Séries éliminatoires | Séries éliminatoires | Séries éliminatoires |
| Saison     | Équipe                    | Ligue      | PJ  | B                | A                | Pts              | Pun              | PJ               | B | A                    | Pts                  | Pun                  |                      |                      |
| 1985-1986  | Centennials de North Bay  | LHO        | 49  | 0                | 11               | 11               | 81               | 10               | 0 | 0                    | 0                    | 24                   |                      |                      |
| 1986-1987  | Centennials de North Bay  | LHO        | 57  | 4                | 27               | 31               | 138              | 24               | 1 | 6                    | 7                    | 68                   |                      |                      |
| 1987-1988  | Centennials de North Bay  | LHO        | 66  | 17               | 53               | 70               | 176              | 2                | 0 | 3                    | 3                    | 6                    |                      |                      |
| 1987-1988  | Whalers de Binghamton     | LAH        |     |                  |                  |                  |                  | 2                | 1 | 1                    | 2                    | 0                    |                      |                      |
| 1988-1989  | Centennials de North Bay  | LHO        | 23  | 4                | 11               | 15               | 45               | 12               | 2 | 12                   | 14                   | 12                   |                      |                      |
| 1988-1989  | Whalers de Binghamton     | LAH        | 5   | 0                | 2                | 2                | 13               |                  |   |                      |                      |                      |                      |                      |
| 1988-1989  | Whalers de Hartford       | LNH        | 5   | 0                | 0                | 0                | 6                |                  |   |                      |                      |                      |                      |                      |
| 1989-1990  | Whalers de Hartford       | LNH        | 63  | 4                | 8                | 12               | 105              | 2                | 0 | 0                    | 0                    | 0                    |                      |                      |
| 1990-1991  | Whalers de Hartford       | LNH        | 42  | 2                | 7                | 9                | 63               |                  |   |                      |                      |                      |                      |                      |
| 1990-1991  | Indians de Springfield    | LAH        | 9   | 1                | 3                | 4                | 22               |                  |   |                      |                      |                      |                      |                      |
| 1991-1992  | Whalers de Hartford       | LNH        | 66  | 9                | 15               | 24               | 93               | 2                | 0 | 0                    | 0                    | 0                    |                      |                      |
| 1992-1993  | Whalers de Hartford       | LNH        | 65  | 6                | 14               | 20               | 116              |                  |   |                      |                      |                      |                      |                      |
| 1993-1994  | Whalers de Hartford       | LNH        | 63  | 1                | 17               | 18               | 75               |                  |   |                      |                      |                      |                      |                      |
| 1994-1995  | Whalers de Hartford       | LNH        | 46  | 7                | 11               | 18               | 65               |                  |   |                      |                      |                      |                      |                      |
| 1995-1996  | Whalers de Hartford       | LNH        | 78  | 4                | 9                | 13               | 121              |                  |   |                      |                      |                      |                      |                      |
| 1996-1997  | Whalers de Hartford       | LNH        | 71  | 2                | 11               | 13               | 79               |                  |   |                      |                      |                      |                      |                      |
| 1997-1998  | Hurricanes de la Caroline | LNH        | 76  | 1                | 11               | 12               | 106              |                  |   |                      |                      |                      |                      |                      |
| 1998-1999  | Hurricanes de la Caroline | LNH        | 51  | 0                | 3                | 3                | 46               |                  |   |                      |                      |                      |                      |                      |
| 1998-1999  | Flyers de Philadelphie    | LNH        | 17  | 0                | 1                | 1                | 14               | 6                | 0 | 0                    | 0                    | 4                    |                      |                      |
| 1999-2000  | Flyers de Philadelphie    | LNH        | 67  | 1                | 6                | 7                | 45               | 11               | 0 | 1                    | 1                    | 4                    |                      |                      |
| 2000-2001  | Thrashers d'Atlanta       | LNH        | 27  | 0                | 2                | 2                | 27               |                  |   |                      |                      |                      |                      |                      |
| Totaux LNH | Totaux LNH                | Totaux LNH | 737 | 37               | 115              | 152              | 961              | 21               | 0 | 1                    | 1                    | 8                    |                      |                      |

### Statistiques en équipe nationale
| Année | Équipe     | Compétition                 |   | PJ | B | A | Pts | Pun       |  | Résultat |
| 1987  | États-Unis | Championnat du monde junior | 7 | 0  | 1 | 1 | 8   | 4e place  |  |          |
| 1989  | États-Unis | Championnat du monde junior | 7 | 1  | 6 | 7 | 2   | 5e place  |  |          |
| 1993  | États-Unis | Championnat du monde        | 6 | 2  | 1 | 3 | 6   | 6e place  |  |          |
| 1998  | États-Unis | Championnat du monde        | 6 | 0  | 0 | 0 | 4   | 12e place |  |          |

## Honneurs et trophées
- Nommé dans la deuxième équipe d'étoiles de la Ligue de hockey de l'Ontario en 1988.

## Transactions
- Repêchage 1987 : repêché par les Whalers de Hartford (2e choix de l'équipe, 39e au total).
- 25 juin 1997 : transféré avec les Whalers lorsque ceux-ci deviennent les Hurricanes de la Caroline.
- 6 mars 1999 : échangé par les Hurricanes aux Flyers de Philadelphie en retour d'Andreï Kovalenko.
- 14 juillet 2000 : signe à titre d'agent libre avec les Thrashers d'Atlanta.
- 30 août 2002 : annonce son retrait de la compétition.